# محمد العربي بن أحمد بردلة
محمد العربي بن أحمد بردلة الأندلسي (1632-1721)، المعروف باسم العربي بردلة ، من مواليد فاس بالمغرب، كان قاضيًا مغربيًا بارزًا في عهد مولاي إسماعيل.

## نشأته
ولد العربي لعائلة قديمة من أصول أندلسية هاجرت إلى فاس بعد سقوط غرناطة. لا تزال عائلته تحتفظ بوثائق ممتلكاتهم ومفتاح منزلها في غرناطة رمزاً لوجودها هناك. بعد دراسته في جامعة القرويين، أصبح فقيهًا ومعلمًا محترمًا.
خدم في وظائف دينية مختلفة مثل مفتي لخطيب وإمام وأخيراً كقاضي فاس. في المنصب الأخير، كانت شعبيته وتأثيره كزعيم ديني في ذروتها في أواخر القرن السابع عشر. ومع ذلك، كانت مسيرته غير منتظمة إلى حد ما بسبب العديد من عمليات الطرد والإعادة من قبل السلطان إسماعيل بن شريف، الذي لم يكن خائفًا منه.

## صراعه مع إسماعيل
وكان أشهر صراع بينه وبين السلطان، والذي وقع عام 1704 ، يتعلق بوفاة محمد العالم، نجل السلطان المتمرد. كان العالم الابن الأكبر للسلطان وتمرد على والده من خلال السيطرة على مراكش. بمجرد القبض عليه، أعدمه السلطان وحظر الصلاة على ابنه الميت. عصا العربي الأمر وأدى صلاة الميت.
الموضوع الآخر الذي كانت معارضته للسلطان قوية فيه كان موضوع جيش عبيد البخاري، المكون من المحاربين العبيد والحراطين. دافع العربي عن مواقفه المناهضة للعبودية، وكان مثل قاضي فاس على رأس مجموعة من الشخصيات إلى جانب محمد بن عبد القادر الفاسي، الذي عارض جمع واستعباد العبيد والحراطين قائلين: «أصل الشعوب هو الحرية». نتيجة لذلك، ستكون فاس المدينة الوحيدة في المملكة التي لن تساهم في الحرس الأسود.[بحاجة لمصدر]

## كتابات
معترف به من قبل أقرانه واستشهد به في أعمالهم عبد القادر الفاسي وأبي عبد الله محمد بن عبد القادر وأبي عبد الله بن سودا ومحمد بن أحمد الفاسي وغيرهم.
أشهر كتاباته:
- “الأجوبة”، وهي أشهر تآليفه؛ جمعها تلميذه أحمد بن محمد الخياط الدكالي الفاسي، وطبعت على الحجر بفاس سنة 1925.
- “إفشاء القواعد المذهبية والأقوال المرضية في إبطال النحلة العليلشية التي أشاعها الملحد بالأقطار المغربية”
- ”رسالة إلى السلطان المولى إسماعيل في مسألة الحَرَاطين”. المناصرة الشهيرة لمكافحة الرق.
- ”مسألة في علم الكلام وفلسفته”
- ”النصيحة”
- ”رسالة وأجوبة عن أصحاب القبور ومقر الأرواح وزيارة القبور”

تجميع نوازله متوفر في مكتبة الملك عبد العزيز العامة في الرياض، المملكة العربية السعودية.

## المذكرات والمراجع
1. 1 2  Latham، John Derek. "Bardalla, Abū ʿAbd Allāh Muḥammad". Encyclopaedia of Islam, Second Edition. مؤرشف من الأصل في 2022-10-20.
2. ↑  Tatmi، Tatmi. "محمد العربي بن أحمد بُرْدُلَّة - Mohamed ben Larabi Bourdellah". Arrabita - Oulema's official website. مؤرشف من الأصل في 2022-10-20.
3. ↑  Bourdellah، Larabi. "Compilation of Larabi Bourdellah Al Andalussi". King Abdulaziz Public Library.[وصلة مكسورة]